# スパイクタイヤ

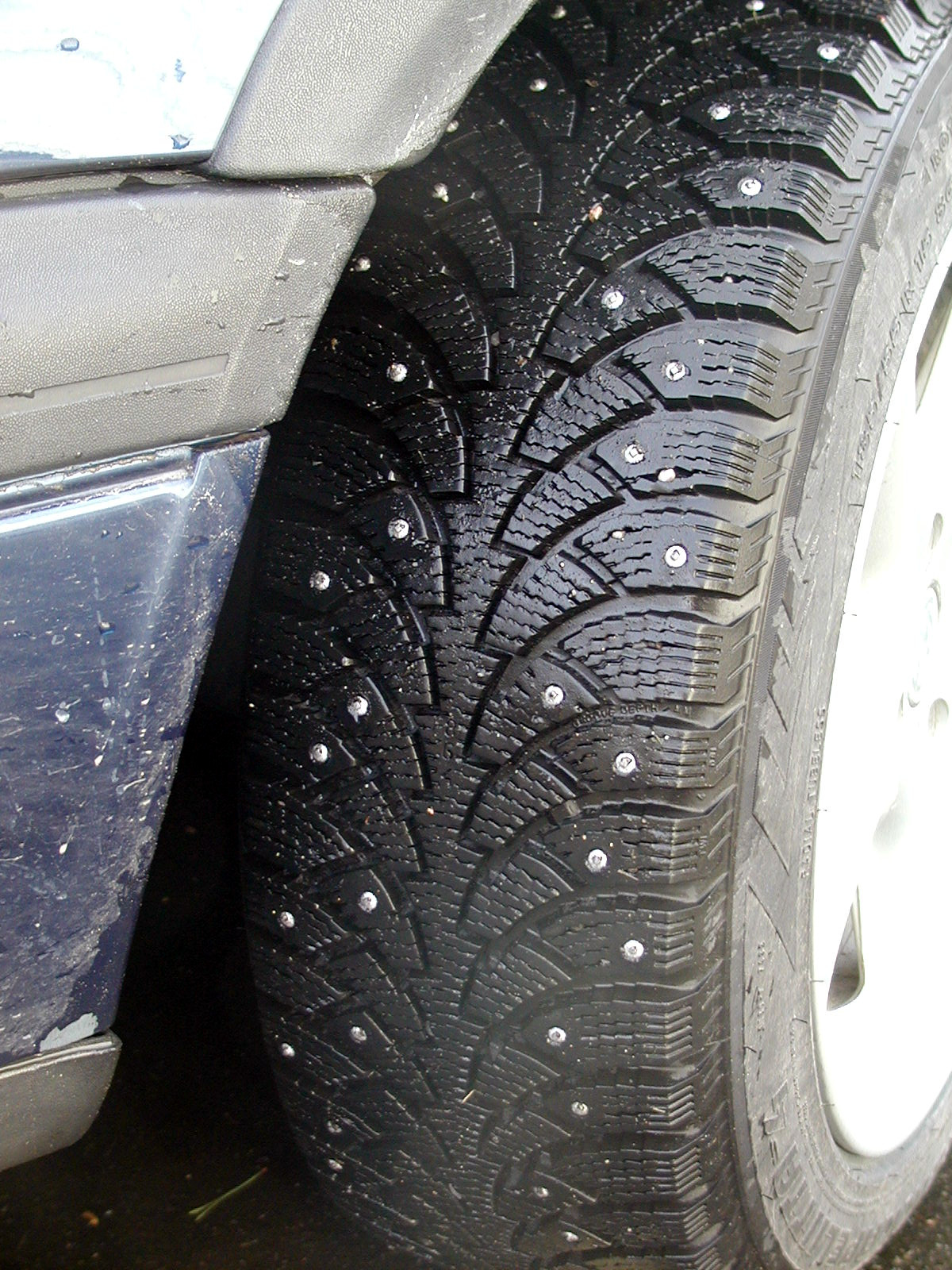
スパイクタイヤ（写真は乗用車用）

スパイクタイヤ（英: studded tire）は、凍結路での走行性能を向上させるためにタイヤのトレッドの表面に金属などで作られた滑り止めの鋲（スパイクピン）を打ち込んだタイヤである。

## 概要
スパイクタイヤは1959年にフィンランドで誕生。以後10年間で欧米に急速に普及した。
日本では1962年に生産が開始され、1970年代に入ると本格的に普及した。積雪寒冷地ではスノータイヤに取って代わり、100%に近い装着率となった。
スノータイヤに比べ氷結路面でのグリップ力が大きくブレーキ効果が高い。タイヤチェーンに比べても脱着の手間も不要である。
しかし、スパイクタイヤには、
- 融雪時や解氷時の舗装路面へのダメージが大きく補修費がかさむ[2]
- 舗装路面が削られて粉塵が飛散し人々の健康に影響を与える[2]
- 古い製品の場合、スタッドレスタイヤのような溝がなく、金属のピンだけでグリップ力を得るものが大半であるため路面の状況によっては夏タイヤと変わらない。

という欠点がある。その対策として、硬質ゴム製のピンを用いた物、氷点下の温度で硬化するゴムのピンを埋め込んだ物、スタッドレスタイヤと同等の溝を刻んだものが販売された事があった。
モータースポーツでは、海外では氷上レースや冬季に行われるラリーイベント（スウェディッシュ・ラリーなど）などで、北欧メーカー製のスパイクタイヤが使用されることがある。一方、全日本ラリー選手権をはじめとする日本国内のラリーイベントでは、氷上や雪氷路を走行する区間でもスパイクタイヤは一切使用されない。なお2025年のWRCラリー・スウェーデンで使用されたというハンコック製スタッドタイヤは一般的なストリート用スパイクタイヤとは異なり、そのスパイクがバギー系ラジコンカーやミニ四駆のスパイクタイヤの如くトレッド面から露骨に飛び出す格好となっている。
オートバイ用のスパイクタイヤは業務用途に利用される車種向けに少数の製品が販売されており、新聞配達や郵便配達などの一部で用いられている。一部の国では氷上走行レース専用のものが製造されている。
スパイクタイヤはタイヤチェーンと同様、非駆動輪に装着してもあまり効果がないため、2WD車の駆動方式によって後輪か前輪のどちらかに装着することが一般的となっている。

## 北欧諸国
スウェーデンやフィンランドなど、一部の国では現在でもスパイクタイヤが使用されている。
スウェーデンでは冬季のスパイクタイヤの装着率が約90％にのぼるため、道路舗装の摩耗が問題となり、摩耗量を低減させるための取り組みが行われている。粉塵問題に対する研究も行われているが、冬季のスリップ事故の防止という直接的な安全対策が重視されている。

## 日本

### 日本の法規による規制
日本では、1980年代から、スパイクタイヤによって削られた路面から発生した粉塵による人体への悪影響が懸念された。仙台市では、夜間の路面凍結が多い一方で降雪量が少ないことから、昼の乾いた路面が削られる粉塵公害が深刻であった。その様子は「仙台砂漠」と揶揄されるほどのひどさであり、仙台市役所はいち早くこの問題解決に動いた。
粉塵問題が叫ばれ始めた当初、その原因がスパイクタイヤであるとまだはっきりはしていなかった。しかし1981年（昭和56年）1月27日付けの河北新報読者欄にて「なぜ仙台の街はほこりっぽいのか」という読者からの投書をきっかけに「スパイクタイヤが原因では」「いや、未舗装道路から持ち込まれる土泥では」という論争が巻き起こり、マスコミ全体を巻き込む社会問題へと発展した。
こうした関心の高まりを受け、同年11月に「仙台市道路粉じん問題研究会」が発足し「粉じん発生の主因が、スパイクタイヤによる道路舗装剤の削損である」と発表。論戦に一旦の終止符が打たれた。また北海道などの積雪地では、雪が無くなる4月頃までスパイクタイヤを装着したまま舗装路を走行する自動車が多く、特に粉塵の影響が目立つようになった。同地で粉塵は「車粉」と呼ばれ、さっぽろ雪まつりでは雪像が車粉で黒く汚れて、観光への悪影響も示唆された。北海道大学の講師だった毛利衛らの調査により粉塵はアスファルト由来であることが確認された。
1983年（昭和58年）には、仙台市で「第1回道路粉じん問題行政連絡会議」開催。環境・通産・運輸・建設・自治・警察の6省による『スパイクタイヤ使用自粛指導要綱』などが施行された。1985年（昭和60年）12月に、宮城県が全国初のスパイクタイヤ対策条例を制定したのを皮切りに、札幌市などがスパイクタイヤを規制する条例を制定した。
1984年（昭和59年）に、社団法人日本自動車タイヤ協会によりスタッドレスタイヤ制動試験が実施された。しかし、スパイクタイヤの販売は1985年（昭和60年）にピークを迎え、年間800万本、冬用タイヤの68%がスパイクタイヤで占められるようになる。
スパイクタイヤが原因の粉塵はますます深刻になり、1986年（昭和61年）に通商産業省よりスパイクタイヤの出荷削減が指導された。1988年（昭和63年）に公害等調整委員会において、タイヤメーカー7社と長野県の弁護士等との間で、スパイクタイヤの製造・販売中止の調停が成立し、1990年（平成2年）6月27日には、スパイクタイヤ粉じんの発生の防止に関する法律が発布、施行された（禁止条項は1991年（平成3年）4月1日施行、罰則規定は1992年（平成4年）4月1日施行）。
この法律によって、環境大臣に指定された地域においては、積雪また凍結の状態にある場合はスパイクタイヤ使用が認められるが、それ以外の場合はセメント・コンクリート舗装またはアスファルト・コンクリート舗装が施されている道路での使用は原則禁止された。逆に言えば、指定された地域以外の場所や舗装されていない道路については、積雪していなくてもスパイクタイヤの公道走行は禁止されていないことになる。
ただし、緊急自動車（パトロールカー、救急車、消防車および緊急自動車に指定された自衛隊車両など）や肢体に6級以上の障害がある身体障害者が運転する自動車へのスパイクタイヤの装着は、例外として禁止規定から除外されている。また、道路運送車両法上の原動機付自転車（125cc以下のオートバイなど）および軽車両（自転車など）には法律は適用されない。
法律や条例による使用規制と、代替製品の普及や品質の向上、ピン抜きセンターの設置等の活動により、国内におけるスパイクタイヤ着用率は急速に低下し、併せて降下煤塵の量も減少した。環境白書においても、スパイクタイヤに関する独立した項目があったのは1995年（平成7年）版が最後であり、2003年（平成15年）版を最後に、スパイクタイヤの語もなくなっている。
2021年現在はスタッドレスタイヤにピン打ちしたものが海外からの個人輸入で流通しているほか、ピン打ちをすることを前提としたタイヤや、あるいは個人での製作用にピンのみが販売されている。

#### 日本の法律におけるスパイクタイヤの定義
スパイクタイヤ粉じんの発生の防止に関する法律においては「積雪又は凍結の状態にある路面において滑ることを防止するために金属鋲その他これに類する物をその接地部に固定したタイヤ」と定義されている。
また、2004年（平成16年）6月 に環境省によって策定された「スパイクタイヤに該当するか否かを判断するための指針」においては
- 「金属鋲」とは、鋲状のすべての金属片。
- 「その他これに類する物」とは、セラミック等の非金属製の鋲でモース硬度4以上のもの並びにピン、ブラシ等の金属及びモース硬度4以上の非金属製の鋲に類する物。
- 「固定」とは、一つの場所から動かないようにすること。タイヤに専用の穴を設け、或いは既存の溝を利用し、又は貼付、接着することは、すべて固定に当たる。

と定義されている。

#### 年表
- 1959年（昭和34年）6月 - 日本でスノータイヤ生産開始[3]。
- 1962年（昭和37年） - 日本でスパイクタイヤ生産開始[3]。
- 1981年（昭和56年）3月 - 仙台市役所に「道路粉じん問題研究会」設置。
- 1982年（昭和57年） - 日本で乗用車用スタッドレスタイヤ生産開始[3]。
- 1983年（昭和58年） - 仙台市で「第1回道路粉じん問題行政連絡会議」開催。仙台市が「脱スパイクタイヤ運動」の一環として、スノータイヤでも安全に走行できる冬道環境を目指した除雪・融雪事業を開始[14]。
- 1985年（昭和60年）12月25日 - 宮城県スパイクタイヤ対策条例公布。
- 1986年（昭和61年）4月1日 - 宮城県スパイクタイヤ対策条例施行。
- 1987年（昭和62年）
  - 4月4日 - 長野県在住の弁護士62人による長野県知事へのスパイクタイヤメーカー7社に対する長野県内でのスパイクタイヤ販売停止を求める調停申請。
  - 10月12日 - 長野県知事より公害等調整委員会へ事件引継ぎの協議。
  - 10月24日 - 長野県より公害等調整委員会に事件の引継ぎ実施。
  - 12月26日 - 東北6県在住の弁護士等57人による事件への参加申立。
- 1988年（昭和63年）
  - 1月14日 - 同参加申立の許可。
  - 2月24日 - 北海道在住の弁護士等150人による事件への参加申立。
  - 3月7日 - 同参加申立の許可。
  - 6月2日 - 公害等調整委員会により、国内主要タイヤメーカー7社が平成2年12月末日でのスパイクタイヤ製造中止、及び平成3年3月末日での販売中止する調停が成立。
- 1989年（平成元年）10月23日 - 北海道脱スパイクタイヤ推進条例公布・施行。
- 1990年（平成2年）
  - 5月8日 - 社団法人日本自動車タイヤ協会がスパイクタイヤの生産等の中止を表明。
  - 6月27日 - 「スパイクタイヤ粉じんの発生の防止に関する法律」公布・施行[15]。
  - 7月 - 日本で大型車用スタッドレスタイヤ生産開始[3]。
  - 9月17日 - 通商産業省による外国タイヤ輸入業者に対するスパイクタイヤ輸入自粛要請。
  - 12月末 - 日本でスパイクタイヤ製造中止[3]。
- 1991年（平成3年）4月 - 日本でスパイクタイヤ販売中止[3]。
- 1993年（平成5年）4月1日 - 大型自動車の使用規制開始。

### 日本におけるスパイクタイヤの現状
日本国内においては正規のメーカーによる製造及びルートでは既に販売がされていないため、現在は国内メーカー製造・流通のスノータイヤや韓国製タイヤにユーザー自らがピンを打つか、予めピンが打ち込まれたタイヤを個人輸入という形で使用しているユーザーが存在している。その他、一部ショップでは国内メーカー製造・流通のスノータイヤに小売店自らがスパイクピンを打ち込んだものをスパイクタイヤとして販売していることがある。
日本国内において一部の緊急自動車や身障者が運転する自動車、原付や軽車両を除き、スパイクタイヤを装着して指定地域の非積雪路（トンネル等除く）を走行する事は違法である。
また、除雪用グレーダーやバケットローダなどの除雪用途の建設機械では、通常のスタッドレスでは除雪業務に対応できないため、スパイクタイヤを装着し作業を行うケースがあるが、近年は路面への影響を考慮してタイヤチェーンを使用することも多くなっている。

## ギャラリー

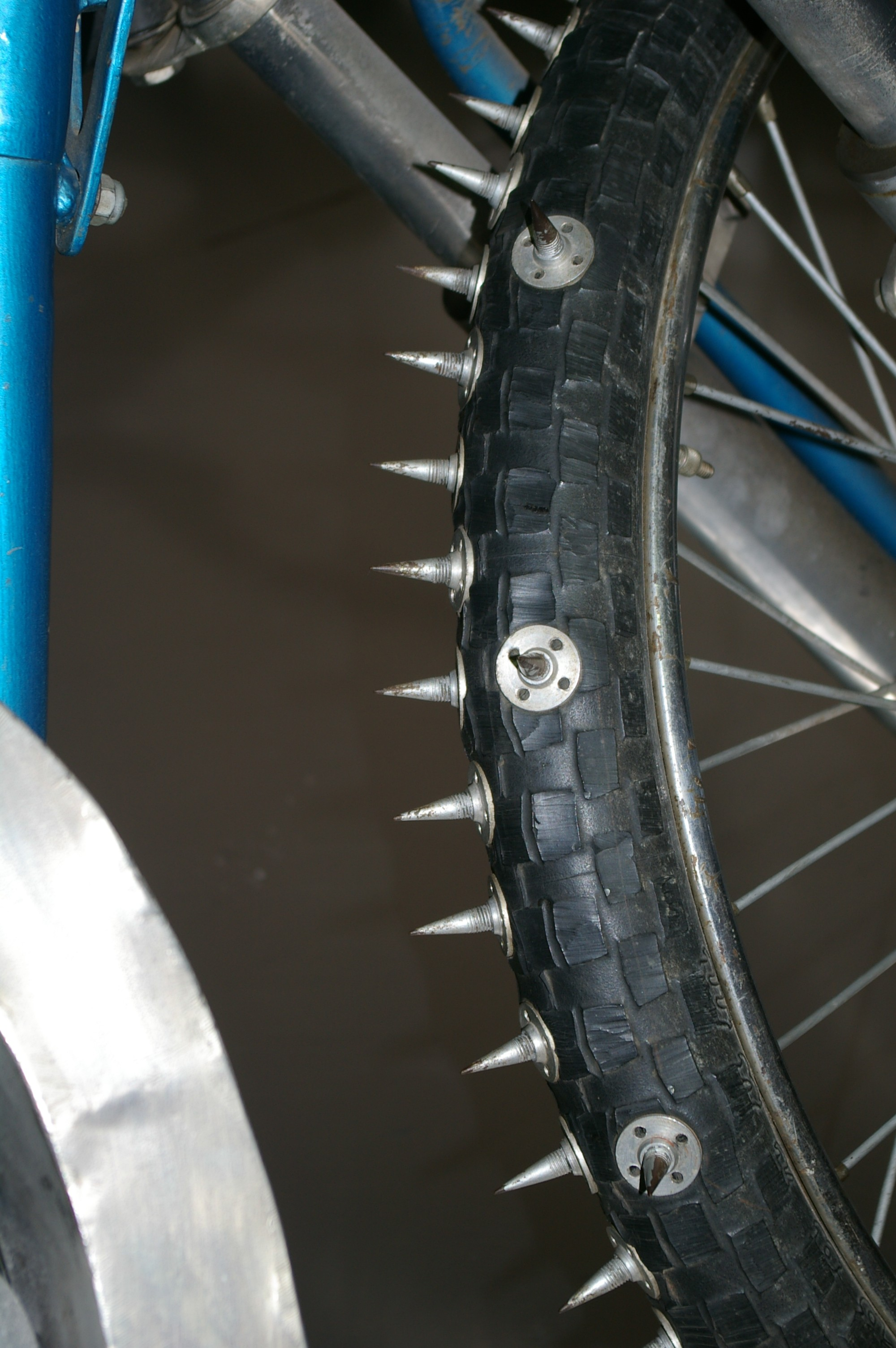
アイススピードウェイ（アイスレース）用
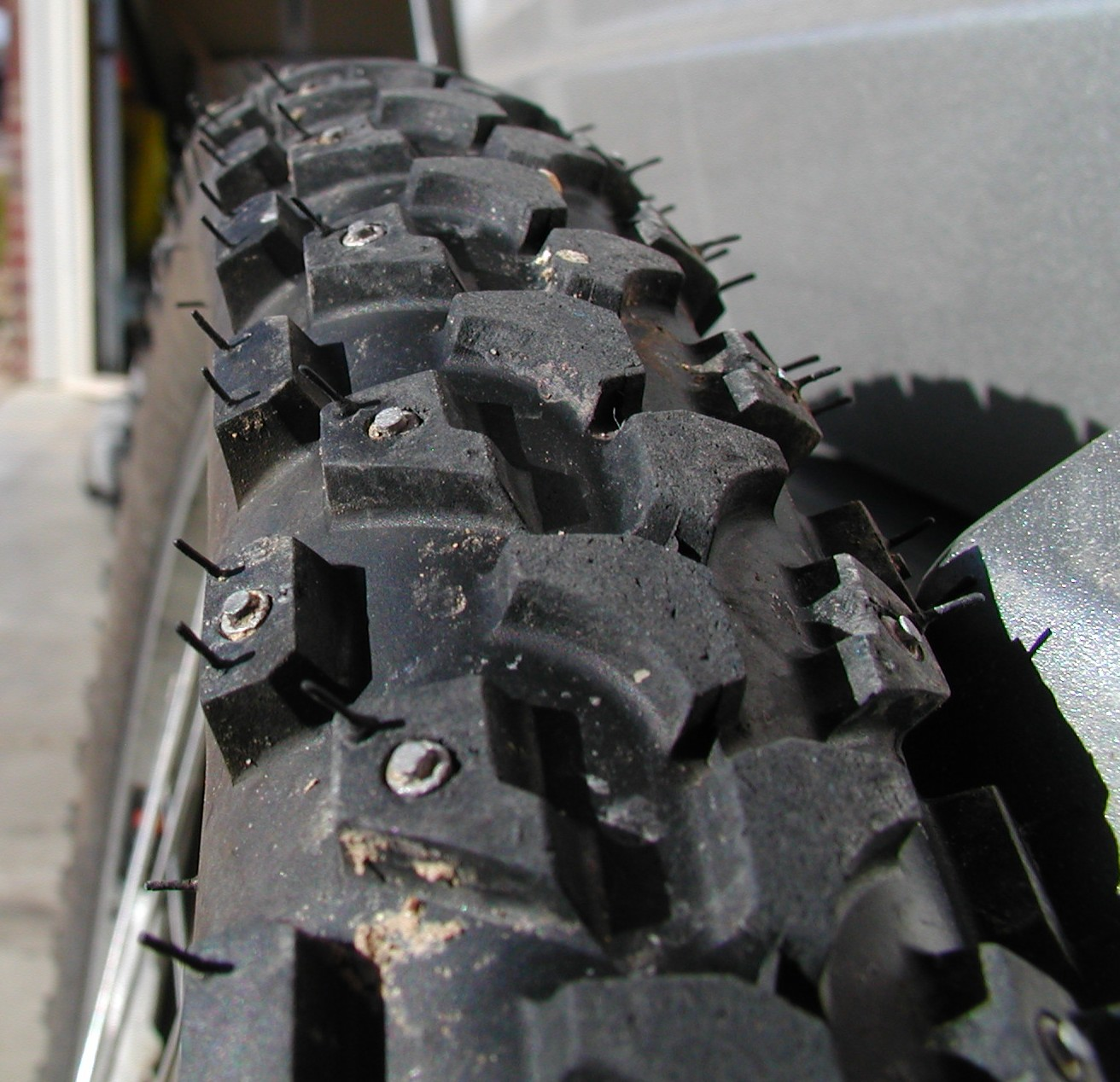
自転車用（拡大）
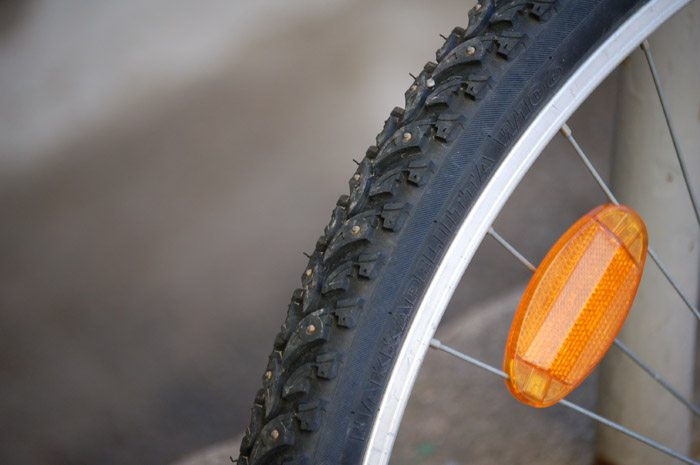
自転車用